# Хосе Гаспар Родрігес де Франсія
Хосе Гаспар Родрігес де Франсія і Веласко (ісп. José Gaspar Rodríguez de Francia y Velasco ісп. вимова: [xoˈse ɣasˈpaɾ roˈðɾiɣes ðe ˈfɾansia]; також відомий як доктор Франсія (Doctor Francia) або для парагвайців свого часу як Karai Guasu (Великий Владика мовою гуарані), 6 січня 1766 — 20 вересня 1840) — парагвайський політик, що фактично був першим лідером Парагваю після здобуття ним незалежності від Іспанії та перший диктатор (1814–1840) Парагваю. Він фактично одноосібно управляв країною з 1814 до 1840 року.
Він вважається головним ідеологом і політичним лідером фракції, яка виступала за повну незалежність Парагваю від Об'єднаних провінцій Ріо-де-ла-Плата і від Бразильської імперії.
Хоча його батько, уродженець Сан-Паулу, носив ім'я просто Гарсія Родрігес Франсія, Хосе вставив частинку «де», щоб надати стиль імені. Проте, частіше він відомий як просто Хосе Франсія.

## Біографія
Він народився в Яґеароні, навчався в університеті міста Кордова (сучасна Аргентина) на католицького священика, де він здобув ступінь доктора теології. Після здобуття Парагваєм незалежності в 1811 році, він був призначеним секретарем Національної Хунти або конгресу. Він був одним з небагатьох людей в країні з будь-якою істотною освітою, і скоро ставав її фактичним лідером.
У 1814 році конгрес призначив його консулом (президентом) Парагваю, із майже необмеженими повноваженнями на термін у три роки. В кінці цього терміну, він змусив конгрес продовжити цей термін на все життя. Протягом наступних 26 років він управляв країною за допомогою тільки трьох інших людей. Він прагнув заснувати суспільство на принципах Цивільного Договору Руссо, та дуже полюбляв ідеї Робесп'єра і Наполеона. Створюючи утопічну державу, він проводив політику безжальної ізоляції, заборонивши всю зовнішню торгівлю, заоохочуючи в той же час національну промисловість. Він став відомим як каудільйо, який управляв через безжальне пригнічення будь-якої опозиційної думки, та дістав прізвисько «ісп. El Supremo».
Він оголосив поза законом опозицію та скасував вищу освіту (у той же час розширюючи систему шкіл), газети і поштове сполучення. Він заборонив інквізицію і заснував секретну поліцію. У тож же час він витрачав багато зусиль на створення ефективної армії для захисту незалежності Парагваю від сусідів, перш за все Аргентини. Він і сам дотримувався спартанського стилю життя і дуже негативно відносився до великих свят і великих землевласників. Він навіть повертав власну невитрачену платню казначейству. Він також максимально закрив кордони не тільки для торгівлі, але й для культурного впливу.
Пізніше Франсія націоналізував всі церковні володіння та призначив себе головою Парагвайської церкви, за що Папа Римський відлучив його від церкви. Також він почав брати великі податки на шлюб та почав особисто реєструвати всі шлюби в країні. Для скорочення впливу нащадків іспанців у переважно гуарані-мовній країні, він заборонив іспанцям одружуватися між собою. Він сам формально не був одруженим, але мав дочку, Убалде Гарсію де Каньєте.
Останні роки правління Франсії відомі його дивними вчинками. Наприклад, він наказав відстрелити всіх собак у країні. Він також вимагав від усіх піднімати капелюх при зустрічі з ним, але й тим, хто не мали капелюха, наказав носити його для цієї цілі. Коли Франсія помер у вересні 1840 року, його тіло було згодоване кайманам, а його меблі спалені.
Його репутація за кордоном була украй негативна. Проте в самій країні, навіть зараз, його вважають національним героєм, а у його рідному місті Яґеароні йому присвячений музей.